# Klara Löbenstein
Klara Löbenstein (* 15. Februar 1883 in Hildesheim, Deutschland; † 10. Juni 1968 in Buenos Aires, Argentinien) war eine deutsche Mathematikerin. Sie gehörte zu den ersten Frauen, die in Deutschland promovierten.

## Leben und Werk
Löbenstein wurde als Tochter von Sofie und Lehmann Löbenstein geboren und absolvierte 1899 die Städtische Höhere Töchterschule in Hildesheim. Ihre jüngere Schwester war die Musikpädagogin und Benediktinerin Frieda Loebenstein. 1904 durfte sie am Städtischen Realgymnasium in Hannover die Reifeprüfung ablegen. Sie studierte mit Margarete Kahn zunächst als Gasthörerin die Fächer Mathematik und Physik in Berlin und Göttingen, da in Preußen Frauen erst zum Wintersemester 1908/09 zum regulären Studium zugelassen wurden. Sie studierte unter anderem bei Woldemar Voigt und Georg Elias Müller. Einer ihrer Prüfer war Felix Klein, der ein vorurteilsfreier Förderer des Frauenstudiums war. 1910 promovierte sie bei David Hilbert mit der Dissertation Über den Satz, dass eine ebene, algebraische Kurve 6. Ordnung mit 11 sich einander ausschließenden Ovalen nicht existiert. Zusammen mit Margarete Kahn leistete sie einen Beitrag zu Hilberts sechzehntem Problem, welches die Topologie algebraischer Kurven in der komplexen Projektionsebene betraf. Als schwierigen Sonderfall in seiner Formulierung des Problems schlug Hilbert vor, dass es keine algebraischen Kurven des Grades 6 gibt, die aus 11 getrennten Ovalen bestehen. Löbenstein und Kahn entwickelten Methoden, um dieses Problem anzugehen.
Löbenstein legte ebenfalls 1910 das wissenschaftliche Lehramtsstaatsexamen in Mathematik, Physik und philosophischer Propädeutik in Göttingen ab, da Frauen in Deutschland erst ab 1920 zur Habilitation zugelassen wurden. Sie wurde am 1. April 1911 Studienreferendarin am Andreas-Realgymnasium, heute Scharnhorstgymnasium Hildesheim. Danach wurde sie 1913 Oberlehrerin in Metz und wurde 1916 wegen der Gefechte dort nach Landsberg an der Warthe versetzt (heute Gorzów Wielkopolski in Polen).
Wegen ihrer jüdischen Herkunft wurde sie zum 1. Januar 1936 entlassen und zog in ihr Elternhaus in Hildesheim zurück. Sie bat am 14. März 1939 die Behörden um die Verlegung ihres Wohnsitzes ins Ausland und die Weiterzahlung ihrer Pension. Die Geheime Staatspolizei teilte ihr mit, dass durch die anfallenden Zinsen ihres gesperrten Vermögens in Höhe von 3000 Reichsmark jährlich der Lebensunterhalt der Familie hinreichend gesichert sei. Am 9. August 1939 wurde ihr Ersuchen um die Pensionszahlung abgelehnt. Sie konnte 1939 nach Buenos Aires emigrieren, wo sie am 5. Oktober 1941 mit dem Dampfer Monte Albertia ankam und über 20 Jahre an einem Gymnasium unterrichtete. Als sie im Alter von 85 Jahren starb, wurde sie auf dem deutschen Friedhof in Buenos Aires beigesetzt.